# Санта-Клаусы
«Санта-Клаусы» (англ. The Santa Clauses) — американский рождественский комедийный мини-сериал, созданный для Disney+ и основанный на серии фильмов «Санта-Клаус». Он является продолжением фильма «Санта-Клаус 3» (2006), а среди актёров отмечены Тим Аллен, Элизабет Митчелл, Эрик Ллойд и Дэвид Крамгольц, которые повторяют свои роли из серии фильмов. Шоураннером и исполнительным продюсером стал Джек Бёрдитт.
Премьера первого сезона состоялась 16 ноября 2022 года.

## Синопсис
Скотт Келвин на пороге своего 65-летия понимает, что не может вечно оставаться Сантой. Он начинает хуже выполнять свои обязанности Санты, и, что важнее, у него есть семья, которая могла бы извлечь выгоду из жизни в нормальном мире, особенно двое сыновей, один из которых вырос в Лейксайде, Иллинойс, а другой вырос на полюсе. Со многими рождественскими эльфами, детьми и семьей, Скотт решается найти соответствующую замену Санте, готовя свою семью к новому приключению в жизни к югу от полюса.

## Актёры и персонажи
| Актёр              | Роль | Описание |
| ------------------ | --- | --- |
| Тим Аллен          | Скотт Келвин Санта-Клаус                                                                                | |
| Элизабет Митчелл   | Кэрол Келвин Миссис Клаус                                                                               | |
| Кел Пенн           | Саймон Чокси                                                                                            | изобретатель игр, разработчик продуктов и отец-одиночка, он стремится стать следующим Джеффом Безосом. Но «все меняется» после того, как он посещает Северный полюс.                                |
| Ллойд, Эрик        | Чарли Келвин                                                                                            | единственный сын Скотта от предыдущего брака. |
| Остин Кейн         | Бадди «Кэл» Келвин-Клаус                                                                                | младший сын Скотта и единственный сын Кэрол, возведенный брат Чарли, желающий жить собственной жизнью. В The Santa Clause 3: The Escape Clause его назвали Бадди в честь его деда по маминой линии. |
| Элизабет Аллен-Дик | Сандра Келвин-Клаус                                                                                     | младшая дочь Скотта и Кэрол |
| Ловлер, Матильда   | Бетти                                                                                                   | начальник штаба Санты |
| Рупали Редд        | Грейс Чокси                                                                                             | добродушная дочь Саймона |
| Девин Брайт        | Ноэль                                                                                                   | правая рука Санты |
| Дэвид Крамгольц    | Бернард                                                                                                 | бывший правый эльф Санты |
| Джакомо, Лора Сан  | Бефана Рождественская ведьма, итальянский фольклорный праздничный персонаж, живущая в Качающихся лесах. | |

Пейтон Мэннинг выступает как потенциальный кандидат в замену Санте.

## Эпизоды
| № | Название                                 | Режиссёр                | Сценарий                                         | Дата премьеры   |
| - | ---------------------------------------- | ----------------------- | ------------------------------------------------ | --------------- |
| 1 | «Chapter One: Good To Ho»                | Джейсон Винер           | Джек Бурдитт                                     | 16 ноября 2022  |
| 2 | «Chapter Two: The Secessus Clause»       | Джейсон Винер           | Кэти Коллотон, Кэти О'Брайен                     | 16 ноября 2022  |
| 3 | «Chapter Three: Into the Wobbly Wood»    | Charles Randolph-Wright | Кевин Хенч                                       | 23 ноября 2022  |
| 4 | «Chapter Four: Shoes Off the Bed Clause» | Charles Randolph-Wright | Ари Берковиц, Элисон Беннётт                     | 30 ноября 2022  |
| 5 | «Chapter Five: Across the Yule-Verse»    | Katie Locke O'Brien     | Юджин Гарсиа-Кросс, Гейли Фрейзер, Эмали Бердитт | 7 декабря 2022  |
| 6 | «Chapter Six: A Christmas to Remember»   | Katie Locke O'Brien     | Гейли Фрейзер, Эмали Бердитт                     | 14 декабря 2022 |

## Производство

### Разработка
В январе 2022 года было объявлено, что разрабатывается лимитированный сериал, который станет продолжением серии фильмов «Санта-Клаус», в котором Тим Аллен снова сыграет свою роль, а также выступит исполнительным продюсером. Сначала сериал получил рабочее название «Клаусы» (англ. The Clauses), а концептуализация проекта была направлена на выпуск эксклюзивного поточного выпуска для Disney+. Джек Бердитт будет шоуранером и исполнительным продюсером, а Джейсон Винер будет режиссёром и исполнительным продюсером.

### Кастинг
Было объявлено, что Тим Аллен и Элизабет Митчелл повторят свои роли Скотта Келвина (Санта-Клауса) и Кэрол Келвин (миссис Клаус) соответственно. Кроме того, Кел Пенн присоединился к актёрскому составу как персонаж по имени Саймон Чоски. Элизабет Аллен-Дик, реальная дочь Тима Аллена, была избрана в её актёрском дебюте на роль дочери Скотта. Остин Кейн, Рупали Редд и Дэвин Брайт также присоединились к актёрскому составу..

## Выход
Премьера «Санта-Клаусов» состоялась 16 ноября 2022 года на Disney+, сразу вышли первые две серии.